# Маратон Сити (Висконсин)
Маратон Сити (енгл. Marathon City) град је у америчкој савезној држави Висконсин.

## Демографија
По попису из 2010. године број становника је 1.524, што је 116 (-7,1%) становника мање него 2000. године.
| Група             | 2000.         | 2010.         |
| Белци             | 1.611 (98,2%) | 1.471 (96,5%) |
| Афроамериканци    | 0 (0,0%)      | 1 (0,1%)      |
| Азијати           | 19 (1,2%)     | 20 (1,3%)     |
| Хиспаноамериканци | 5 (0,3%)      | 27 (1,8%)     |
| Укупно            | 1.640         | 1.524         |